# Jimeta
Jimeta è una città della Nigeria, situata nello Stato di Adamawa.